# غاضر (اسم)
غاضر هو اسم علم مذكر من أصل عربي، ومعناه هو النبات الطري، والناعم والمبكر في طلب حاجياته.

## وصلات خارجية
- موسوعة السلطان قابوس لأسماء العرب نسخة محفوظة 5 أبريل 2019 على موقع واي باك مشين.